# كريستين هيوم
كريستين هيوم (بالإنجليزية: Christine Hume)‏ هي كاتِبة وشاعرة أمريكية، ولدت في 1968.